# Albano Aleksi
Albano Aleksi (Fier, 10 ottobre 1992) è un calciatore albanese, centrocampista dell'Egnatia.

## Carriera
Il 1º luglio 2019 viene acquistato a titolo definitivo dalla squadra albanese del Teuta, con cui sottoscrive un contratto biennale con scadenza il 30 giugno 2021.

## Statistiche

### Presenze e reti nei club
Statistiche aggiornate al 22 luglio 2023.
| Stagione         | Squadra          | Campionato       | Campionato | Campionato | Coppe nazionali | Coppe nazionali | Coppe nazionali | Coppe continentali | Coppe continentali | Coppe continentali | Altre coppe | Altre coppe | Altre coppe | Totale | Totale |
| Stagione         | Squadra          | Comp             | Pres       | Reti       | Comp            | Pres            | Reti            | Comp               | Pres               | Reti               | Comp        | Pres        | Reti        | Pres   | Reti   |
| ---------------- | ---------------- | ---------------- | ---------- | ---------- | --------------- | --------------- | --------------- | ------------------ | ------------------ | ------------------ | ----------- | ----------- | ----------- | ------ | ------ |
| 2012-2013        | Butrinti         | KP               | 3          | 0          | CA              | 0               | 0               | -                  | -                  | -                  | -           | -           | -           | 3      | 0      |
| 2013-2014        | Butrinti         | KP               | 20         | 0          | CA              | 2               | 0               | -                  | -                  | -                  | -           | -           | -           | 22     | 0      |
| 2014-2015        | Butrinti         | KP               | 24         | 0          | CA              | 0               | 0               | -                  | -                  | -                  | -           | -           | -           | 24     | 0      |
| Totale Butrinti  | Totale Butrinti  | Totale Butrinti  | 47         | 0          |                 | 2               | 0               |                    | -                  | -                  |             | -           | -           | 49     | 0      |
| 2015-2016        | Luftëtari        | KP               | 25         | 2          | CA              | 1               | 0               | -                  | -                  | -                  | -           | -           | -           | 26     | 2      |
| 2016-2017        | Luftëtari        | KS               | 24         | 1          | CA              | 2               | 0               | -                  | -                  | -                  | -           | -           | -           | 26     | 1      |
| 2017-2018        | Luftëtari        | KS               | 32         | 0          | CA              | 3               | 0               | -                  | -                  | -                  | -           | -           | -           | 35     | 0      |
| 2018-2019        | Luftëtari        | KS               | 25         | 2          | CA              | 4               | 0               | UEL                | 2                  | 0                  | -           | -           | -           | 31     | 2      |
| Totale Luftëtari | Totale Luftëtari | Totale Luftëtari | 106        | 5          |                 | 10              | 0               |                    | 2                  | 0                  |             | -           | -           | 118    | 5      |
| 2019-2020        | Teuta            | KS               | 30         | 1          | CA              | 8               | 0               | UEL                | 2                  | 0                  | -           | -           | -           | 40     | 1      |
| 2020-2021        | Teuta            | KS               | 33         | 1          | CA              | 4               | 0               | UEL                | 2                  | 0                  | SA          | 1           | 0           | 40     | 1      |
| 2021-2022        | Teuta            | KS               | 32         | 2          | CA              | 7               | 0               | UCL+UECL           | 2+3                | 0                  | SA          | 1           | 1           | 45     | 3      |
| Totale Teuta     | Totale Teuta     | Totale Teuta     | 95         | 4          |                 | 19              | 0               |                    | 9                  | 0                  |             | 2           | 1           | 125    | 5      |
| 2022-2023        | Tirana           | KS               | 33         | 0          | CA              | 4               | 0               | UCL+UECL           | 2+2                | 0                  | SA          | 1           | 0           | 42     | 0      |
| 2023-2024        | Egnatia          | KS               | 0          | 0          | CA              | 0               | 0               | UECL               | 2                  | 0                  | SA          | 0           | 0           | 2      | 0      |
| Totale carriera  | Totale carriera  | Totale carriera  | 281        | 9          |                 | 35              | 0               |                    | 17                 | 0                  |             | 3           | 1           | 336    | 10     |

## Palmarès

### Club

#### Competizioni nazionali
- Campionato albanese: 3

Teuta: 2020-2021
Egnatia: 2023-2024, 2024-2025
- Coppa d'Albania: 2

Teuta: 2019-2020
Egnatia: 2023-2024
- Supercoppa d'Albania: 3

Teuta: 2020, 2021
Egnatia: 2024